# Alessandro Nunes
Alessandro Mori Nunes (Assis Chateaubriand, 10 de janeiro de 1979) é um dirigente e ex-futebolista brasileiro que atuava como lateral-direito. Entre 2021 e 2023, ocupou o cargo de gerente de futebol do Corinthians.

## Carreira

### Início no Flamengo
Com passagem pelas categorias de base do modesto Assis Chateaubriand, clube do Paraná, posteriormente Alessandro migrou para o Rio de Janeiro e ingressou na base do Flamengo. Atuando pelo rubro-negro, o jogador acostumou-se a jogar na posição de volante quando solicitado, o que lhe valeu um enorme aperfeiçoamento na qualidade defensiva e um crédito absurdo com todos os técnicos que o comandaram, não só no Flamengo como nos demais times.
Alessandro estreou bastante cedo pelo Flamengo, e assumiu a responsabilidade de tomar conta de uma posição historicamente dominada pelo clube, a lateral-direita, que já havia passado por nomes como Leandro e Jorginho. No entanto, disposto e irredutível de mostrar seu talento, o jogador não só assumiu o desafio, como não tardou a se firmar na posição. Suas fortes características técnicas, é bem verdade, ajudaram na sua manutenção, pois, apesar de atuar de forma exímia na defesa, Alessandro tornou-se figurinha carimbada nas escalações do Fla, em virtude da sua técnica apurada no que diz respeito ao apoio de ataque.
Trabalhou com diversos técnicos no Flamengo, no entanto, foi sob o comando do velho lobo Zagallo que o lateral viveu o seu auge. Tricampeão carioca entre 1999 e 2001, Alessandro também faturou a Copa dos Campeões e se tornou essencial para o time, que então, era formado por estrelas do calibre de Dejan Petković e Edílson.
Uma das imagens mais presentes do jogador para a torcida rubro-negra, foi justamente aquela em que Alessandro reza sentado ao banco, e aguarda pela cobrança de falta do sérvio Petković que resultaria no tri de 2001.

### Palmeiras, Dínamo de Kiev e Cruzeiro
Em 2003, período conturbado para o Fla, Alessandro teve de abandonar a Gávea e seguiu por empréstimo para o Palmeiras. Sua passagem pelo Palestra Itália, entretanto, durou pouco mais de três meses, e logo em seguida, o jogador teve seus direitos econômicos adquiridos pelo Dínamo de Kiev, da Ucrânia. Sua passagem pelo clube não foi das melhores e sua estadia no Dínamo durou pouco tempo; em agosto de 2004 foi emprestado ao Cruzeiro.

### Grêmio e Santos
Com contrato na Toca da Raposa até dezembro de 2005, Alessandro preferiu não cumprir, e a pedido do próprio e também do então técnico do Grêmio, Mano Menezes, seguiu para o clube gaúcho que vivia um momento difícil, na disputa da Série B do Campeonato Brasileiro. Foi no Rio Grande do Sul que o lateral voltou a apresentar um bom futebol, sendo considerado um dos heróis do acesso do Grêmio.
Do Tricolor, Alessandro rumou em maio de 2007 para o badalado Santos, que vinha em uma crescente de boas campanhas. Apesar disso, as atuações do atleta não foram muito além, e já em 2008, tornou-se peça dispensável do elenco santista.

### Corinthians
A pedido de Mano Menezes, foi contratado pelo Corinthians no dia 9 de janeiro de 2008. A missão era a mesma dos tempos de Grêmio, conquistar a Série B do Campeonato Brasileiro e voltar a elite do futebol. Alessandro foi um dos principais jogadores do elenco no ano; o Corinthians conquistou 85 pontos em 38 rodadas, e naquele mesmo ano, foi vice-campeão da Copa do Brasil.
Em 2009 veio a sua afirmação no alvinegro: com a contratação de Ronaldo, o Corinthians conquistou o Campeonato Paulista e coroou a boa fase sendo finalmente campeão da Copa do Brasil.
Já em 2010, ano em que o Corinthians celebrou o centenário, Alessandro completou seu centésimo jogo pelo clube. Naquele ano, disputou ainda o Campeonato Paulista e a Copa Libertadores, na qual o time foi eliminado nas oitavas-de-final da competição diante do Flamengo. Alessandro foi muito criticado pela torcida após a eliminação no torneio continental, mas continuou no elenco para o Campeonato Brasileiro, do qual o clube fez uma boa campanha, terminando em 3° colocado, conquistando uma vaga na fase prévia da Libertadores.
Em 2011, Alessandro disputou o Campeonato Paulista e foi vice-campeão. No mesmo ano, o lateral ganhou a braçadeira de capitão após divergências entre o zagueiro Chicão e o treinador Tite. No dia 4 de dezembro, conquistou o Campeonato Brasileiro após o empate do Corinthians com o Palmeiras.
Ainda capitão do Corinthians, no dia 4 de julho de 2012 Alessandro sagrou-se campeão da Copa Libertadores da América. Na final contra o Boca Juniors, o Corinthians venceu por 2 a 0 e Alessandro levantou o troféu da competição continental. Pouco mais de cinco meses depois, a equipe conquistou o Mundial de Clubes da FIFA após vitórias contra Al-Ahly e Chelsea, com Alessandro entrando de vez para a história do Timão.
Em 19 de maio de 2013, foi titular na final contra o Santos e sagrou-se campeão do Campeonato Paulista.

### Aposentadoria
No dia 28 de novembro de 2013, Alessandro anunciou sua aposentadoria dos gramados.

## Carreira como dirigente

### Início
Foi anunciado em janeiro de 2014 como coordenador técnico do Timão, cargo que ocupou até 3 de janeiro de 2019.

### Estudos
Após a sua saída do Corinthians, Alessandro recusou propostas de outros clubes para o cargo de dirigente, pois queria dedicar seu tempo para fazer um curso da CBF focado em gestão e governança. O ex-jogador também voltou para a sua terra natal para dedicar um tempo a sua família.

### Retorno ao Corinthians
Em dezembro de 2020, foi revelada a volta de Alessandro a gerência do departamento de futebol do Corinthians a partir de janeiro de 2021. Junto com o presidente Duilio Monteiro Alves e o vice Roberto de Andrade, o ex-lateral integrou a diretoria do clube.
Durante a temporada 2023, Alessandro foi duramente criticado pela torcida, que protestou e exigiu sua saída do cargo. Em novembro, após tentar invadir a sala do VAR numa partida contra o Grêmio, o gerente chegou a ser suspenso por 60 dias pelo Superior Tribunal de Justiça Desportiva (STJD). Alessandro deixou o clube ao final do mandato de Duilio, no dia 1 de janeiro de 2024.

## Estatísticas

### Clubes
Atualizadas até 7 de dezembro de 2013
| Clube             | Temporada         | Campeonato nacional[a] | Campeonato nacional[a] | Copa nacional[b] | Copa nacional[b] | Competições continentais[c] | Competições continentais[c] | Outros torneios[d] | Outros torneios[d] | Total | Total |
| Clube             | Temporada         | Jogos                  | Gols                   | Jogos            | Gols             | Jogos                       | Gols                        | Jogos              | Gols               | Jogos | Gols  |
| ----------------- | ----------------- | ---------------------- | ---------------------- | ---------------- | ---------------- | --------------------------- | --------------------------- | ------------------ | ------------------ | ----- | ----- |
| Flamengo          | 1997              | 2                      | 0                      | 0                | 0                | 0                           | 0                           | 0                  | 0                  | 2     | 0     |
| Flamengo          | 1998              | 3                      | 0                      | 0                | 0                | 0                           | 0                           | 6                  | 3                  | 9     | 3     |
| Flamengo          | 1999              | 0                      | 0                      | 0                | 0                | 0                           | 0                           | 0                  | 0                  | 0     | 0     |
| Flamengo          | 2000              | 12                     | 0                      | 0                | 0                | 1                           | 0                           | 4                  | 0                  | 17    | 0     |
| Flamengo          | 2001              | 24                     | 1                      | 10               | 1                | 8                           | 0                           | 18                 | 1                  | 60    | 3     |
| Flamengo          | 2002              | 14                     | 1                      | 5                | 1                | 0                           | 0                           | 19                 | 0                  | 38    | 2     |
| Flamengo          | 2003              | 1                      | 0                      | 2                | 0                | 0                           | 0                           | 13                 | 1                  | 16    | 1     |
| Flamengo          | Total             | 56                     | 2                      | 17               | 2                | 9                           | 0                           | 60                 | 5                  | 142   | 9     |
| Palmeiras         | 2003              | 9                      | 0                      | 0                | 0                | 0                           | 0                           | 0                  | 0                  | 9     | 0     |
| Palmeiras         | Total             | 9                      | 0                      | 0                | 0                | 0                           | 0                           | 0                  | 0                  | 9     | 0     |
| Dínamo de Kiev    | 2003–04           | 0                      | 0                      | 0                | 0                | 1                           | 0                           | —                  | —                  | 1     | 0     |
| Dínamo de Kiev    | Total             | 0                      | 0                      | 0                | 0                | 1                           | 0                           | —                  | —                  | 1     | 0     |
| Cruzeiro          | 2004              | 16                     | 0                      | —                | —                | 0                           | 0                           | 0                  | 0                  | 16    | 0     |
| Cruzeiro          | Total             | 16                     | 0                      | —                | —                | 0                           | 0                           | 0                  | 0                  | 16    | 0     |
| Grêmio            | 2005              | 9                      | 0                      | 4                | 0                | —                           | —                           | 5                  | 0                  | 18    | 0     |
| Grêmio            | 2006              | 19                     | 3                      | 2                | 0                | —                           | —                           | 5                  | 0                  | 26    | 3     |
| Grêmio            | Total             | 28                     | 3                      | 6                | 0                | —                           | —                           | 10                 | 0                  | 44    | 3     |
| Santos            | 2007              | 23                     | 1                      | —                | —                | 4                           | 0                           | 0                  | 0                  | 27    | 1     |
| Santos            | Total             | 23                     | 1                      | —                | —                | 4                           | 0                           | 0                  | 0                  | 27    | 1     |
| Corinthians       | 2008              | 25                     | 2                      | 4                | 0                | —                           | —                           | 11                 | 0                  | 40    | 2     |
| Corinthians       | 2009              | 17                     | 0                      | 8                | 0                | —                           | —                           | 16                 | 0                  | 41    | 0     |
| Corinthians       | 2010              | 31                     | 0                      | —                | —                | 2                           | 0                           | 14                 | 0                  | 47    | 0     |
| Corinthians       | 2011              | 22                     | 0                      | —                | —                | 2                           | 0                           | 14                 | 1                  | 38    | 1     |
| Corinthians       | 2012              | 26                     | 0                      | —                | —                | 9                           | 0                           | 12                 | 1                  | 47    | 1     |
| Corinthians       | 2013              | 21                     | 0                      | 3                | 0                | 8                           | 0                           | 13                 | 0                  | 45    | 0     |
| Corinthians       | Total             | 142                    | 2                      | 15               | 0                | 21                          | 0                           | 80                 | 2                  | 259   | 4     |
| Total na carreira | Total na carreira | 274                    | 8                      | 38               | 2                | 35                          | 0                           | 150                | 7                  | 497   | 17    |

- a. ^ Estão incluídos jogos e gols do Campeonato Brasileiro (Séries A e B) e Campeonato Ucraniano
- b. ^ Estão incluídos jogos e gols da Copa da Ucrânia, Copa do Brasil e Copa dos Campeões
- c. ^ Estão incluídos jogos e gols da Copa Libertadores, Copa Mercosul e Recopa Sul-Americana
- d. ^ Estão incluídos jogos e gols pelo Campeonato Carioca, Copa Rio, Campeonato Gaúcho, Campeonato Paulista, Torneio Rio-São Paulo, Mundial de Clubes da FIFA e amistosos

## Títulos como jogador
Flamengo
- Copa Mercosul: 1999
- Campeonato Carioca: 1999, 2000 e 2001
- Copa dos Campeões: 2001

Dínamo de Kiev
- Supercopa da Ucrânia: 2004
- Campeonato Ucraniano: 2003–04

Grêmio
- Campeonato Brasileiro - Série B: 2005
- Campeonato Gaúcho: 2006
- Copa FGF: 2006

Corinthians
- Campeonato Brasileiro - Série B: 2008
- Campeonato Paulista: 2009 e 2013
- Copa do Brasil: 2009
- Campeonato Brasileiro: 2011
- Copa Libertadores da América: 2012
- Mundial de Clubes da FIFA: 2012
- Recopa Sul-Americana: 2013

### Prêmios individuais
- Seleção do Campeonato Paulista: 2009 e 2013

## Títulos como dirigente
Corinthians
- Campeonato Brasileiro: 2015 e 2017
- Campeonato Paulista: 2017 e 2018